# Phrynobatrachus fraterculus
Espèce
Synonymes
- Arthroleptis fraterculus Chabanaud, 1921
- Cardioglossa decorata Barbour & Loveridge, 1927

Statut de conservation UICN

 LC  : Préoccupation mineure
Phrynobatrachus fraterculus est une espèce d'amphibiens de la famille des Phrynobatrachidae.

## Répartition
Cette espèce se rencontre dans l'ouest de la Côte d'Ivoire, dans le sud de la Guinée, au Liberia et dans l'ouest du Sierra Leone,.

## Publication originale
- Chabanaud, 1921 : Contributions à l'étude de la faune herpétologique de l'Afrique occidentale. II. Deuxième note. Bulletin du Comité d'Études Historiques et Scientifiques de l'Afrique Occidentale Française, vol. 1921, p. 445-472.